# コーネリアス・ジョンソン
コーネリアス・ジョンソン（Cornelius Cooper Johnson、1913年8月21日 - 1946年2月15日）は、アメリカ合衆国の陸上競技選手。1936年ベルリンオリンピックの金メダリストである。

## 経歴
ジョンソンが最初に陸上の競技会に出場したのは中学生のときであった。しかし、彼が短距離と走高跳の選手として頭角を現しはじめたのは高校生になってからであった。
1932年に、ジョンソンがまだロサンゼルスの高校に通っていた18歳のとき、地元で開催されたロサンゼルスオリンピックの走高跳に出場。1m97で1位から4位まで同記録となるが、当時はタイブレークにより決着をつけるルールだったため、4位に終わってしまった。現在のルールであれば2位に相当していた。
ジョンソンは、4年後のベルリンオリンピックにも、19人いたアフリカ系アメリカ人の一人として参加。同じアメリカのデビッド・アルブリットンらを抑え金メダルを獲得した。優勝記録の2m03はオリンピック新記録であった。競技の後、その日の最初の2種目の表彰式にドイツの総統であったアドルフ・ヒトラーが祝福を行う予定であった。最初の表彰式では、ドイツとフィンランドの選手を祝福したが、ジョンソンと、アルブリットン（ジョンソンと同じアフリカ系アメリカ人）が表彰台に上ると、ナチスの幹部たちは競技場から退場していった。後にナチスからこれは当初から予定されていたものであったと述べている。
ジョンソンは、1932年から全米選手権を5連覇を達成。1936年には2m08の世界新記録を樹立した。
引退後は、ロサンゼルスで郵便配達の職に従事していたが、1945年から船会社で働き始めた。しかし、翌年、船の中のパン屋で肺炎のため倒れ、船から病院に運ばれている途中に32歳で亡くなった。